# Đình Phú Xuân
Đình Phú Xuân (富春亭) được xây dựng nửa đầu thế kỷ 19 ở tổng Phú Xuân, huyện Hương Trà, nay thuộc phường Tây Lộc, quận Phú Xuân, thành phố Huế, Việt Nam, cách trung tâm thành phố 2 km về phía bắc.

## Giới thiệu khái quát
Đình Phú Xuân của làng Phú Xuân xưa, nằm bên trong Kinh thành Huế. Lúc đầu, đình được xây dựng ở bên bờ sông Hương gần Ngọ Môn ; nhưng sau khi vua Gia Long cho xây dựng Kinh thành Huế, thì dời về vị trí hiện nay.
Từ năm 1738, trên địa bàn của làng Phú Xuân đã được chúa Nguyễn Phúc Khoát chọn làm nơi dựng phủ, và sau này trở thành kinh đô dưới thời Quang Trung và nhà Nguyễn.
Đến khi vua Gia Long xây dựng Kinh thành Huế (khởi công vào tháng 4 năm Ất Sửu, 1805), thì dân làng Phú Xuân lâm vào cảnh mất hết đất phải lưu tán khắp nơi. Theo nhà nghiên cứu Nguyễn Đắc Xuân, để đền bù cho sự mất mát này, nhà vua cho giữ lại ngôi đình, nhưng dời về phía sau Hoàng thành Huế. Đồng thời cho phép dân làng đến ở đâu cũng được đặt tên đất là Phú Xuân ở đó, và hằng năm những ai muốn về đình cúng tế, thì triều đình sẽ cấp tiền .

## Kiến trúc
Đình Phú Xuân đã được triều đình nhà Nguyễn cho tu sửa nhiều lần. Hiện nay, ngôi đình gồm có cổng Tam quan, bình phong, Đình họp và Đình tế.
- Cổng Tam quan có 4 trụ biểu hình vuông, hai cột giữa cao 4,10 m, rộng 0,48 m, hai cột bên cao 3,60 m, rộng 0,48 m. Trụ biểu được trang trí hình tượng búp sen, hoa lá, câu đối.
- Bình phong cao 2,90 m, rộng 4 m, dày 0,58 m. Sau bình phong có lư hương cao 1,50 m được xây bằng gạch và xi măng.
- Đình họp là ngôi nhà rường ba gian, hai chái dài 17,80 m, rộng 10,60 m. Đình có 8 cột lớn, 12 cột nhỏ, các đường xuyên thổ, kèo quyết được trang trí họa tiết hoa lá cách điệu, tất cả đều được làm bằng gỗ lim và kiền kiền. Mái lợp ngói liệt. Ở đây có tấm hoành phi đề ba chữ: "Phú Xuân Đình".
- Đình tế dài 10,50 m, rộng 15,90 m xây dựng theo kiểu "thượng song hạ bản", các đường xuyên thổ, liên ba làm bằng gỗ lim, được chạm trổ hoa lá cách điệu. Mái lợp ngói liệt. Gian giữa thờ các vị khai canh, gian tả thờ các vị có công với làng với họ, gian hữu thờ các vị Tiên tổ. Ở đây có tấm hoành phi đề: "Dữ Quốc Đồng Hưu"
Đình Phú Xuân là kiến trúc dân gian độc đáo, duy nhất có trong Kinh thành Huế, và là một di tích quý có từ thời các chúa Nguyễn. Vì những giá trị ấy, ngôi đình đã được xếp hạng là di tích lịch sử, kiến trúc, nghệ thuật cấp quốc gia tại quyết định số 2754/QĐBT ngày 15 tháng 10 năm 1994 .